# Bathyraja hesperafricana
Bathyraja hesperafricana — вид хрящевых рыб рода глубоководных скатов семейства Arhynchobatidae отряда скатообразных. Обитают в центрально-восточной части Атлантического океана. Встречаются на глубине до 2000 м. Их крупные, уплощённые грудные плавники образуют округлый диск со треугольным рылом. Максимальная зарегистрированная длина 34,2 см. Откладывают яйца. Не являются объектом целевого промысла.

## Таксономия
Впервые вид был научно описан в 1995 году. Видовой эпитет происходит от слова Ἑσπερία — «западная земля» и географического места обитания (побережье Африки). Голотип представляет собой молодую самку длиной 24,1 см, пойманную на глубине 807 м у берегов Сенегала (15°02′ с. ш. 17°30′ з. д.). Паратипы — особь и эмбрион на поздней стадии развития, полученные на глубине 1450—2200 м у Островов Зелёного Мыса, неполовозрелый самец длиной 18,1 см и самка длиной 34,7 см, пойманные на глубине 750—980 м в водах Гвинеи. Вид известен всего по нескольким особям, полученным в ходе учѐтных траловых съѐмок, проведённых в 1985 году.

## Ареал
Эти скаты обитают в центрально-восточной части Атлантического океана у побережья Сенегала и Гвинеи. Встречаются на глубине от 750 до 2200 м.

## Описание
Широкие и плоские грудные плавники этих скатов образуют ромбический диск с широким треугольным рылом и закруглёнными краями. Позади глаз расположены брызгальца. На вентральной стороне диска расположены 5 жаберных щелей, ноздри и рот. Хвост длиннее диска. На хвосте имеются латеральные складк. У этих скатов 2 редуцированных спинных плавника и редуцированный хвостовой плавник. Максимальная зарегистрированная длина 34,2 см.

## Биология
Эмбрионы питаются исключительно желтком. Эти скаты откладывают яйца, заключённые в роговую капсулу с твёрдыми «рожками» на концах. Половая зрелость наступает при достижении длины 34 см. Размер новорождённых неизвестен, но эмбрион на поздней стадии развития достигает в длину 25,9 см.

## Взаимодействие с человеком
Эти скаты не являются объектом целевого лова. Данных для оценки Международным союзом охраны природы охранного статуса вида недостаточно.